# Sharif Fernández
Mohamed Sharif Fernández Méndez (Zaragoza, 17 de enero de 1980),  más conocido artísticamente como Sharif el Increíble, es un MC de música rap en español. Su trayectoria musical está compuesta de varios discos tanto en solitario como en grupo, y de varias colaboraciones.

## Biografía
Sharif Fernández, más conocido en el mundo del rap como Sharif el increíble inició su trayectoria por el panorama musical en el año 1994 junto a Fuck Tha Posse, en la ciudad de Zaragoza, de ahí que esta ciudad sea mencionada numerosas veces en algunas de sus composiciones musicales. Este grupo, compuesto por artistas como Rapsusklei, Oscarasecas y Johann, lanzó su primera maqueta con la que dio sus primeros pasos de cara al público en el año 1998, Demasiado honor para tanta hambre. No obstante, no significa que anteriormente no hubiesen realizado ningún trabajo conjunto, pues en 1994 grabaron su primera canción, «4 diablos en el micro».
En 2006, acompañado de Pablo Carrouché y Lex Luthorz, se formó el grupo Tr3s Monos, un grupo de rap pero con marcadas influencias de soul, el cual tuvo un amplio reconocimiento en el rap español. Con ellos grabó dos discos, ¿Quién es Simone Staton? (2007) y Buscando a Simonee Staton (2008). Sharif continuó colaborando con diversos artistas como Hazhe, Rapsusklei, etc.
Posteriormente, comenzó su carrera en solitario con el lanzamiento de su primer disco A ras del sueño en 2010 y, posteriormente realizaría su segundo disco Insomnios, nostalgias y Descartes en 2011. Estos discos estuvieron acompañados de colaboraciones como la de los artistas Xhelazz, Rapsusklei, Morgan, Pablo, etc. En 2013 publica Sobre los márgenes producido íntegramente por Lex Luthorz, editado y distribuido por Boa Música. En la entrevista que le realizó HHDirecto acerca de su última disco, el artista dijo: «Con Sobre los márgenes se representa […] todo aquello que está fuera de lo corriente, de lo normal, […] también está la gente que no puede estar al margen de la sociedad […]».
En 2014, Sharif junto con Rapsusklei y Juaninacka crearon el disco «Curso básico de poesía». En 6 de noviembre de 2015 sale a la luz el último trabajo de Sharif Fernández, a través del sello Boa Música, con colaboraciones de Rapsusklei, Nestakilla, Sr. Wilson, Rafael Lechowski y otros.
Todos estos discos y trabajos fueron llevadas a los escenarios de muchas ciudades del territorio español y Latinoamérica, en los que Sharif realizó numerosos conciertos. Sharif el Increíble continúa trabajando en sus composiciones y permanece dentro del panorama musical de rap español.
Además, Sharif está graduado en ingeniería técnica en informática y en filología hispánica por la Universidad de Zaragoza.

## Discografía

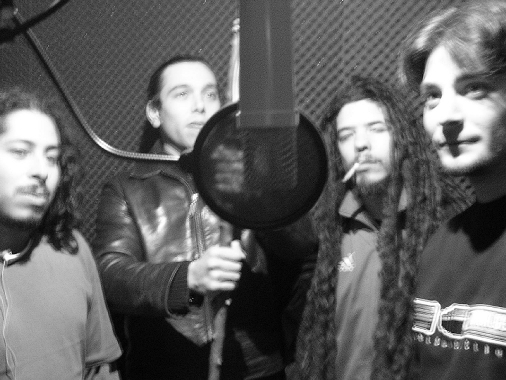
Fuck tha posse

### Fuck tha posse
- Demasiado honor para tanta hambre (maqueta, 1998)
- Alter Ego y Fuck Tha Posse presentan: Veinte Minutos Mixtape Vol. 1 (mixtape, 2006)

### Tr3s monos
- ¿Quién es Simone Staton? (maqueta, 2007)
- Música para tus ojos (maqueta, 2007)
- Buscando a Simone Staton (maqueta, 2008)

### Con Rapsusklei y Juaninacka
- Curso básico de poesía (maqueta, 2014)

### Con Morgan
- Pyramo (álbum, 2019)

### Solitario
- Zapatos de cristal (maxi, 2009)
- A ras de sueño (álbum, 2010)
- Insomnios, nostalgias y descartes (maqueta, 2011)
- Sobre los márgenes (álbum, 2013)
- Bajo el rayo que no cesa (álbum, 2015)
- Acariciado mundo (álbum, 2017)
- De inmensidades (álbum, 2021)
- Al Sur de la Noche (álbum, 2022)
- 15 años y una Canción (álbum, 2022)
- FOTOS DE FAMILIA (álbum, 2023)
- "CAPRICORNIO" (álbum, 2024)

## Colaboraciones
- SHARIF - Huracanes y violines (2018)
- MORGAN & GORDO DEL FUNK - CIGARETTE feat. SHARIF
- El Niño de la Hipoteca - Los Cuentos (feat. Sharif) [Lyric video]
- El llano en llamas con,  ( SHARIF / MCKLOPEDIA / MORGAN )
- «Culpable» con Natos (2017)
- «Con el micrófono en la mano» con Hazhe (2000)
- «Déjate llevar» con General D. (2000)
- «No dejare ke el tiempo nos separe» con Rapsusklei y Hazhe (2002)
- «Es lo mejor» con Pablo (2006)
- «Ayer te vi pasar» con Pablo (2006)
- «Desde esta frase» con Lex Luthorz y Pablo
- «Playas sin mar» con Morgan (2009)
- «La mujer del groove» con Grand Groove (2010)
- «El barrio» con Dr. Loncho (2010)
- Erick el niño (2010)
- «Es básico» con Juaninacka (2011)
- «Intro» con Santi (2011)
- «Tinta distinta» con SFDK (2011)
- «La aduana de crecer» con Kaihbeat (2011)
- «Despecho» con Hazhe (2012)
- «Notas de saxo noches de sexo» con Arkitecto (2012)
- «Buscarse la vida» con General D. (2012)
- «Mi primera palabra» con Rayden (2012)
- «Take Note (otra vez)» con Rapsusklei (2012)
- «Zapatos de cristal (Remix)» con Xhelazz (2012)
- «Solo poesía» con Santa Rm (2012)
- «Suave» con Freshmakers (2013)
- «Escribiendo con carbón» con Nokley (2013)
- «Carta a un amigo» con Hazhe (2013)
- «Ceniza y tinta» con Heavy roots (2013)
- «Carretera» con Eric el Niño (2013)
- «Crisálidas» con Grand Groove (2013)
- «Fracaso o victoria» con Wöyza, Rapsusklei y The Flow Fanatics (2014)
- «Esta noche llegaremos tarde» con One Stigmah (2014)
- «Déjame hablarte» con Baboon Estudios y Ceerre (2014)
- «Tal como eres» con Nach y Andrés Suárez (2015)
- «Ya es tarde» con Pseudónimo y Lex Luthorz (2015)
- «Desenchufado» con El Momo (2015)
- «En mi cabeza» con Marwan  (2015)
- «Familia numerosa» con Kiki Sound (2016)
- «Primaveras en diciembre» Zaragozatools, con Nachodowntempo (2016)
- «Los ojos cerrados» con Rapsuklei y Sr.Willson (2016)
- «Incoherente colectivo» con Duende Josele 2018
- «Azul» con Yoss Bones 2022
- «Terremoto» con Yoss Bones 2022